# NGC 4546
NGC 4546 (również PGC 41939 lub UGCA 288) – galaktyka eliptyczna (E/SB0), znajdująca się w gwiazdozbiorze Panny. Odkrył ją William Herschel 29 grudnia 1786 roku.